# Tamo Aí na Atividade
Tamo Aí na Atividade é o sexto álbum de estúdio da banda brasileira Charlie Brown Jr., lançado em 2004. Foi o último álbum com a formação original do Charlie Brown Jr.. Após este álbum, Champignon, Marcão Britto e Renato Pelado saíram da banda no ano seguinte. Porém, os dois primeiros retornariam em 2011.
O álbum vendeu mais de 250.000 cópias no Brasil, sendo por isso certificado com Disco de Platina pela ABPD.

## Faixas
| N.º | Título                                              | Duração |  |
| 1.  | "Malabarizando (Quem é de Fé Continua Com a Gente)" | 1:40    |  |
| 2.  | "Champanhe e Água Benta"                            | 2:31    |  |
| 3.  | "Tamo Aí na Atividade"                              | 3:39    |  |
| 4.  | "Eu Vim de Santos, Sou Charlie Brown"               | 4:06    |  |
| 5.  | "So Far Away"                                       | 2:21    |  |
| 6.  | "Longe de Você"                                     | 3:22    |  |
| 7.  | "Di-SK8 eu Vim"                                     | 1:18    |  |
| 8.  | "Di-SK8 eu Vou"                                     | 3:21    |  |
| 9.  | "Vivendo Nesse Absurdo"                             | 4:33    |  |
| 10. | "Todos Iguais"                                      | 4:03    |  |
| 11. | "Cheirando Cola"                                    | 1:34    |  |
| 12. | "O Errado Que Deu Certo"                            | 2:50    |  |
| 13. | "Malokero SK8 Board"                                | 2:09    |  |
| 14. | "Indicados para o Prêmio Nobel da Paz"              | 2:06    |  |
| 15. | "O Lixo e o Luxo"                                   | 2:43    |  |

## Formação
- Chorão: vocal
- Champignon: baixo
- Marcão Britto: guitarra, violão
- Renato Pelado: bateria

## Vendas e certificações
| Críticas profissionais | Críticas profissionais |
| Avaliações da crítica  | Avaliações da crítica  |
| Fonte                  | Avaliação              |
| ---------------------- | ---------------------- |
| Galeria Musical        | [ 3 ]                  |
| Canal Pop              | [ 4 ]                  |

| País          | Certificação | Vendas   |
| ------------- | ------------ | -------- |
| Brasil - ABPD | Platina      | 100,000+ |

## Prêmios e Indicações
| Ano  | Prêmio                                     | Categoria                                        | Resultado | Ref.  |
| ---- | ------------------------------------------ | ------------------------------------------------ | --------- | ----- |
| 2005 | Grammy Latino de 2005                      | Grammy Latino de Melhor Álbum de Rock Brasileiro | Venceu    | [ 5 ] |
| 2005 | Prêmio Multishow de Música Brasileira 2005 | Melhor CD                                        | Indicado  |       |